# العلاقات الفيجية المولدوفية
العلاقات الفيجية المولدوفية هي العلاقات الثنائية التي تجمع بين فيجي ومولدوفا.

## مقارنة بين البلدين
هذه مقارنة عامة ومرجعية للدولتين:
| وجه المقارنة                                              | فيجي                                                                 | مولدوفا                           |
| --------------------------------------------------------- | -------------------------------------------------------------------- | --------------------------------- |
| المساحة (كم2)                                             | 18.27 ألف                                                            | 33.85 ألف                         |
| عدد السكان (نسمة)                                         | 915.30 ألف                                                           | 2.55 مليون                        |
| الكثافة السكانية (ن./كم²)                                 | 50.1                                                                 | 75.33                             |
| العاصمة                                                   | سوفا                                                                 | كيشيناو                           |
| اللغة الرسمية                                             | لغة إنجليزية، اللغة الفيجية، اللغة الفيجي الهندية، اللغة الهندستانية | اللغة المولدوفية، اللغة الرومانية |
| العملة                                                    | دولار فيجي                                                           | ليو مولدوفي                       |
| الناتج المحلي الإجمالي (بليون دولار)                      | 5.06 مليار                                                           | 8.13 مليار                        |
| الناتج المحلي الإجمالي (تعادل القوة الشرائية) بليون دولار | 8.32 مليار                                                           | 17.94 مليار                       |
| الناتج المحلي الإجمالي الاسمي للفرد دولار أمريكي          | 4.96 ألف                                                             | 3.65 ألف                          |
| الناتج المحلي الإجمالي للفرد دولار أمريكي                 | 8.79 ألف                                                             | 4.98 ألف                          |
| مؤشر التنمية البشرية                                      | 0.727                                                                | 0.693                             |
| رمز المكالمات الدولي                                      | +679                                                                 | +373                              |
| رمز الإنترنت                                              | .fj                                                                  | .md                               |
| المنطقة الزمنية                                           | ت ع م+12:00                                                          | ت ع م+02:00، ت ع م+03:00          |

## منظمات دولية مشتركة
يشترك البلدان في عضوية مجموعة من المنظمات الدولية، منها:
| علم المنظمة | اسم المنظمة                               | تاريخ انضمام فيجي | تاريخ انضمام مولدوفا |
| ----------- | ----------------------------------------- | ----------------- | -------------------- |
|             | الاتحاد البريدي العالمي                   | ?                 | ?                    |
|             | يونسكو                                    | 14 يوليو 1983     | 27 مايو 1992         |
|             | البنك الدولي للإنشاء والتعمير             | 28 مايو 1971      | 12 أغسطس 1992        |
|             | منظمة التجارة العالمية                    | ?                 | ?                    |
|             | وكالة ضمان الاستثمار متعدد الأطراف        | 24 سبتمبر 1990    | 9 يونيو 1993         |
|             | الاتحاد الدولي للاتصالات                  | 5 مايو 1971       | 20 أكتوبر 1992       |
|             | منظمة الشرطة الجنائية الدولية             | ?                 | ?                    |
|             | مؤسسة التمويل الدولية                     | 12 يوليو 1979     | 10 مارس 1995         |
|             | الأمم المتحدة                             | 13 أكتوبر 1970    | 2 مارس 1992          |
|             | مؤسسة التنمية الدولية                     | 29 سبتمبر 1972    | 14 يونيو 1994        |
|             | منظمة حظر الأسلحة الكيميائية              | ?                 | ?                    |
|             | المركز الدولي لتسوية المنازعات الاستشارية | 10 سبتمبر 1977    | 4 يونيو 2011         |

## وصلات خارجية
- موقع وزارة الخارجية الفيجية
- موقع وزارة الخارجية المولدوفية